# ماتیلده فیدالگو
ماتیلده فیدالگو (انگلیسی: Matilde Fidalgo؛ زادهٔ ۱۵ مهٔ ۱۹۹۴) بازیکن فوتبال اهل پرتغال است.
از باشگاه‌هایی که در آن بازی کرده‌است می‌توان به باشگاه فوتبال زنان منچستر سیتی اشاره کرد.
وی همچنین در تیم‌های ملی فوتبال زنان پرتغال بازی کرده‌است.